# Хасанов, Рушан Абдулхакович
Руша́н Абдулха́кович Хаса́нов (27 марта 1956) — советский футболист, защитник (ранее — полузащитник и нападающий). Мастер спорта СССР (1989).

## Карьера
Воспитанник московского ЦСКА. Профессиональную карьеру начал в 1976 году в одесском СКА, в составе которого провёл 20 матчей и забил 1 гол. В 1977 году перешёл во Владимирское «Торпедо», в составе которого выступал до 1979 года, проведя за это время более 76 матчей и забив 37 мячей в ворота соперников.
В 1980 году перешёл в «Кубань», в составе которой дебютировал в Высшей лиге чемпионата СССР, всего в том сезоне провёл 33 матча, в которых забил 8 голов, в чемпионате и 1 встречу за дублирующий состав клуба. Кроме того, в том сезоне Рушан стал автором первого хет-трика, забитого игроками «Кубани» в Высшей лиге, произошло это 16 мая в домашнем матче 8-го тура против львовских «Карпат», завершившемся победой «Кубани» со счётом 3:0. В следующем сезоне сыграл в 29 матчах и забил 6 голов в чемпионате, провёл 4 встречи, в которых забил 1 гол, в Кубке, и ещё сыграл 2 матча за дублирующий состав клуба. В сезоне 1982 года сыграл 26 матчей, в которых забил 1 гол, в чемпионате и 4 встречи, в которых забил 1 гол, в Кубке. В своём последнем сезоне в составе «Кубани» сыграл за клуб в 16 встречах, в которых забил 3 гола, в первенстве и в 2 матчах, в которых забил 1 гол, в Кубке. В 1984 году перешёл в бакинский «Нефтчи», за который в том сезоне провёл 29 матчей. С 1985 по 1989 год выступал в составе клуба «Зоркий» из Красногорска, сыграл в 83 матчах команды, забил 5 голов, после чего завершил карьеру профессионального игрока. По некоторым данным, в том же году провёл 1 матч и забил 1 гол в составе шведского клуба «Лулео».
Племянник Ринат Хасанов — хоккеист и тренер.